# 维拉里纽-杜蒙蒂
维拉里纽-杜蒙蒂是葡萄牙布拉干萨区的一个堂区。总面积7.31平方公里，总人口72人，人口密度9.8人/平方公里。